# Аттар-Кіттах I
Аттар-Кіттах I (д/н — бл. 1350 до н. е.) — цар Суз і Аншану (Еламу).

## Життєпис
Старший син Ата-халкі, царя Суз. Спадкував останнього десь у 1370-х роках до н. е. Закріпився в західному Еламі. Протягом усього панування боровся за владу в східному Еламі, який зрештою підкорив, прийнявши титул Суз і Аншану.
Відомо про відновлювальні роботи в храмі верхоного бога Іншушинака. Ймовірно разом звійнами за панування в Еламі розпочав активну будівельну діяльність, чому сприяла захоплена здобич. Йому спадкував брат або син Іге-халкі.